# روجر كامبل
روجر كامبل (بالإنجليزية: Roger Campbell)‏ هو راقص على الجليد أمريكي، ولد في 15 أغسطس 1942، وتوفي في 15 فبراير 1961.